# Liste der böhmischen Oberstkanzler

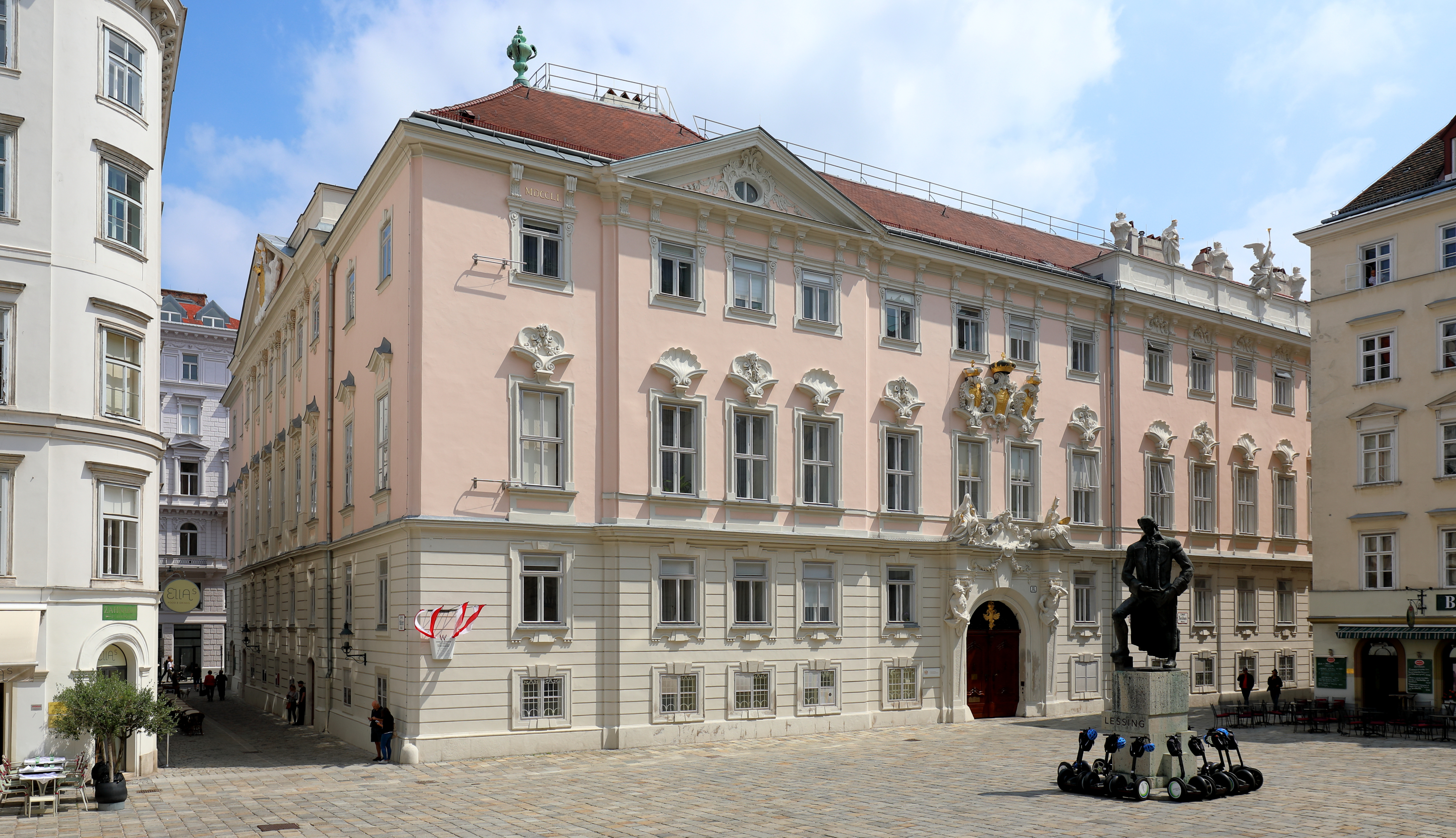
Böhmische Hofkanzlei in Wien

Die Liste der böhmischen Oberstkanzler stellt die Obersten Kanzler im Königreich Böhmen zusammen. Nach der Einrichtung der Böhmischen Hofkanzlei durch König Ferdinand I. von Habsburg im Jahr 1527 übernahm der Oberstkanzler deren Leitung. 1749 wurde die Böhmische Hofkanzlei in Wien, der die Verwaltung der böhmischen Länder oblag, aufgelöst.

## Oberstkanzler
- 1523–1531 Adam I. von Neuhaus
- 1531–1537 Johann/Hans Pflug von Rabenstein (Jan Pluh z Rabštejna; † 1537)
- (1538)–1542 Wolfgang Kraiger von Kraigk († 1554)
- 1542–1554 Heinrich (Fürst) von Plauen
- 1554–1565 Joachim von Neuhaus
- 1566–1582 Wratislaw von Pernstein
- 1583–1584 vakant
- 1585–1593 Adam II. von Neuhaus
- 1594–1596 vakant
- 1597–1598 Georg Borzita von Martinitz
- 1599–1628 Zdenko Adalbert (Fürst) von Lobkowitz
- 1628–1652 Wilhelm Graf Slawata von Chlum und Koschumberg
- 1644–1651 Georg Adam Borsita von Martinitz (faktisch seit 1637)[1]
- 1652–1683 Johann Hartwig Graf Nostitz
- 1683–1699 Franz Ulrich Graf Kinsky
- 1700–1705 Johann Franz von Würben und Freudenthal (Jan František Bruntálský z Vrbna; 1643–1705)
- 1705–1711 Wenzel Norbert Oktavian Graf Kinsky
- 1711–1712 Johann Wenzel Graf Wratislaw von Mitrowitz
- 1713–1723 Leopold Josef Graf Schlick
- 1723–1736 Franz Ferdinand Graf Kinsky
- 1736–1738 Wilhelm Albrecht Graf Krakowsky von Kolowrat
- 1738–1745 Philipp Josef Graf Kinsky
- 1745–1749 Friedrich August Graf Harrach